# Serjania circumvallata
Serjania circumvallata är en kinesträdsväxtart som beskrevs av Ludwig Radlkofer. Serjania circumvallata ingår i släktet Serjania och familjen kinesträdsväxter. Inga underarter finns listade i Catalogue of Life.